# Eleonora Niemen
Eleonora Niemen, właściwie Eleonora Anna Atalay z domu Niemen-Wydrzycka (ur. 11 maja 1977) – polska piosenkarka, autorka tekstów i kompozytorka.

## Kariera muzyczna
Karierę rozpoczęła występując w chórkach u Natalii Kukulskiej. Brała udział w rodzinnych występach z Czesławem Niemenem i siostrą Natalią.
W 1997 roku, obok Czesława Niemena, Maryli Rodowicz, Patrycji Kosiarkiewicz, Renaty Dąbkowskiej, Joanny Prykowskiej, Grzegorza Markowskiego, Natalii Kukulskiej, Edyty Bartosiewicz, Anny Świątczak, Katarzyny Nosowskiej oraz zespołu Hey wzięła udział w nagraniu charytatywnego singla „Moja i twoja nadzieja ’97”, promującego kasetę różnych wykonawców Wznieś serce, której całkowity dochód ze sprzedaży przeznaczony był na pomoc ofiarom powodzi tysiąclecia w Polsce.
Uczestniczyła w wielu projektach płytowych innych polskich wykonawców, m.in. Natalii Kukulskiej (Światło oraz Puls), Piotra Szczepanika (Guziki), Andrzeja Piasecznego (Piasek), Wojciecha Pilichowskiego (Lodołamacz – zaśpiewała utwór The Police Message in a Bottle). Napisała też muzykę do etiudy szkolnej Obce ciało w reżyserii Jana Holoubka.
11 maja 2002 roku nakładem nieistniejącej już wytwórni płytowej Mix Studio Dźwięku, ukazała się jej debiutancka synthpopowa płyta Eleonora Niemen.

## Rodzina
Eleonora Niemen jest córką Czesława Niemena i Małgorzaty Niemen. Ma starszą siostrę Natalię Niemen i przyrodnią starszą siostrę Marię Gutowską. Znana jest także pod zdrobniałą formą imienia, jako Nora Niemen.

## Dyskografia
- 2002: Eleonora Niemen[7][8]